# Gymnosporia nyassica
Gymnosporia nyassica är en benvedsväxtart som beskrevs av Burtt Davy och Hutchinson. Gymnosporia nyassica ingår i släktet Gymnosporia och familjen Celastraceae. Inga underarter finns listade.